# Цисджендър
Цисджендър (от английски: cisgender; понякога само цис) е понятие, означаващо хората, чието чувство за собствения им пол съответства на биологичния пол, установен при раждането им. Цисджендърните хора могат да се определят и като такива, чиято полова идентичност или изразяване на половата роля се приема от обществото като подходящо за пола на съответния човек. Терминът е антоним на трансджендър.
Цисджендър например е лице с първични полови белези на жена, което се чувства и самоопределя като жена.

## Етимология
Цисджендър произхожда от латинския префикс cis, което означава „от тази страна на“, което означава обратното на trans – означаващо „отпред“ или „от другата страна“ и gender – „пол“.